# Cnemathraupis aureodorsalis
Cnemathraupis aureodorsalis е вид птица от семейство Тангарови (Thraupidae). Видът е застрашен от изчезване.

## Разпространение
Видът е ендемичен за планинските гори на Андите в централната част на Перу.